# Phragmites
Genre
Classification phylogénétique

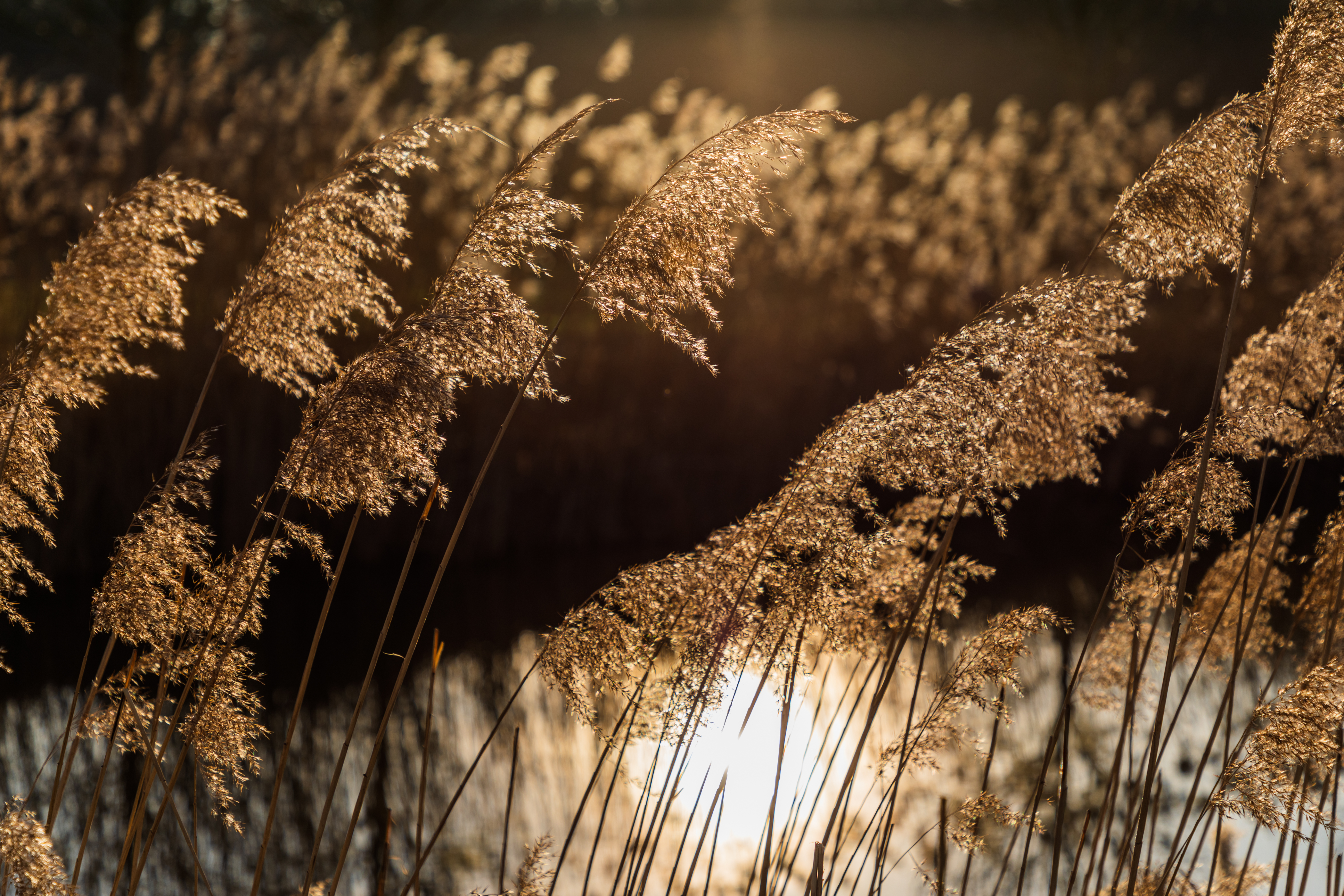
Phragmites à Dülmen, Allemagne. Février 2019.

Phragmites (végétaux communément appelés roseaux) est un genre de plantes herbacées de la famille des Poaceae, sous-famille des Arundinoideae. Le genre comprend quatre espèces dont une comportant trois sous-espèces. Certaines de ses espèces sont appelées « roseaux des marais ».

## Étymologie
Le mot français phragmite dérive, par l'intermédiaire du latin phragmites, -is, "sorte de roseau", de l'adjectif grec ancien φραγμίτης (phragmítês), "propre à faire une haie, une palissade", dérivé du nom φραγμóς «barrière, palissade, clôture», lui-même dérivé du verbe φράσσω (phrássô), "fermer avec une palissade".

## Liste d'espèces
- Phragmites australis (Cav.) Trin. ex Steud.
  - Phragmites australis subsp. australis
  - Phragmites australis subsp. americanus
  - Phragmites australis subsp. altissimus J.Gay ex F.W.Schultz
- Phragmites japonicus Steud.
- Phragmites karka (Retz.) Trin. ex Steud.
- Phragmites mauritianus Kunth

## Caractéristiques générales

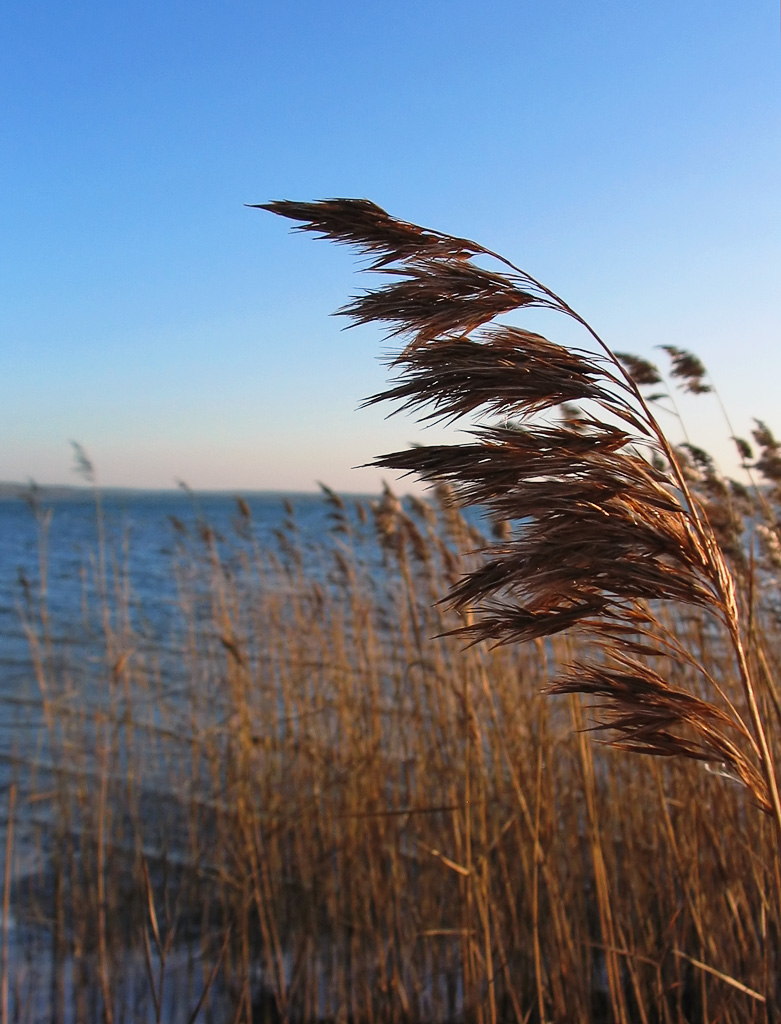
Phragmites australis

Très appréciés en phytoépuration, les phragmites permettent, du fait de leur simple présence dans un bassin, d'absorber une partie des substances (sels, métaux lourds) présentes dans les eaux domestiques contribuant ainsi à réhabiliter celles-ci de manière écologique, à condition qu'elles ne soient pas abandonnées sur place lors du fauchage. Le roseau commun (Phragmites australis) est toutefois une plante envahissante des milieux humides, ainsi qu'en bordure des  emprises routières.